# Andy Furtado
Andy Furtado Dixon (* 3. Januar 1980 in Puerto Limón) ist ein costa-ricanischer ehemaliger Fußballspieler. Der Stürmer war costa-ricanischer Nationalspieler.
Er begann seine Karriere bei Santos de Guápiles, die 2002 Vizemeister wurden. 2005 wechselte er zu San Carlos. 2008 ging er nach Honduras zum CD Marathón, kehrte aber nach einem halben Jahr zurück nach Costa Rica zum CS Herediano. Dort wurde er im Mai 2009 bei einer Dopingkontrolle positiv auf Betamethason getestet und für zwei Jahre gesperrt. Nach seiner Sperre ging er zum CSD Comunicaciones nach Guatemala. 2012 spielte er wieder in Costa Rica, erst beim Limón FC und dann beim Belén FC. 2013 ging er zu seinem alten Klub Santos de Guápiles.
Furtado wurde zwischen 2007 und 2009 neunmal in die costa-ricanische Nationalmannschaft berufen und schoss fünf Tore.